# 타임 머신

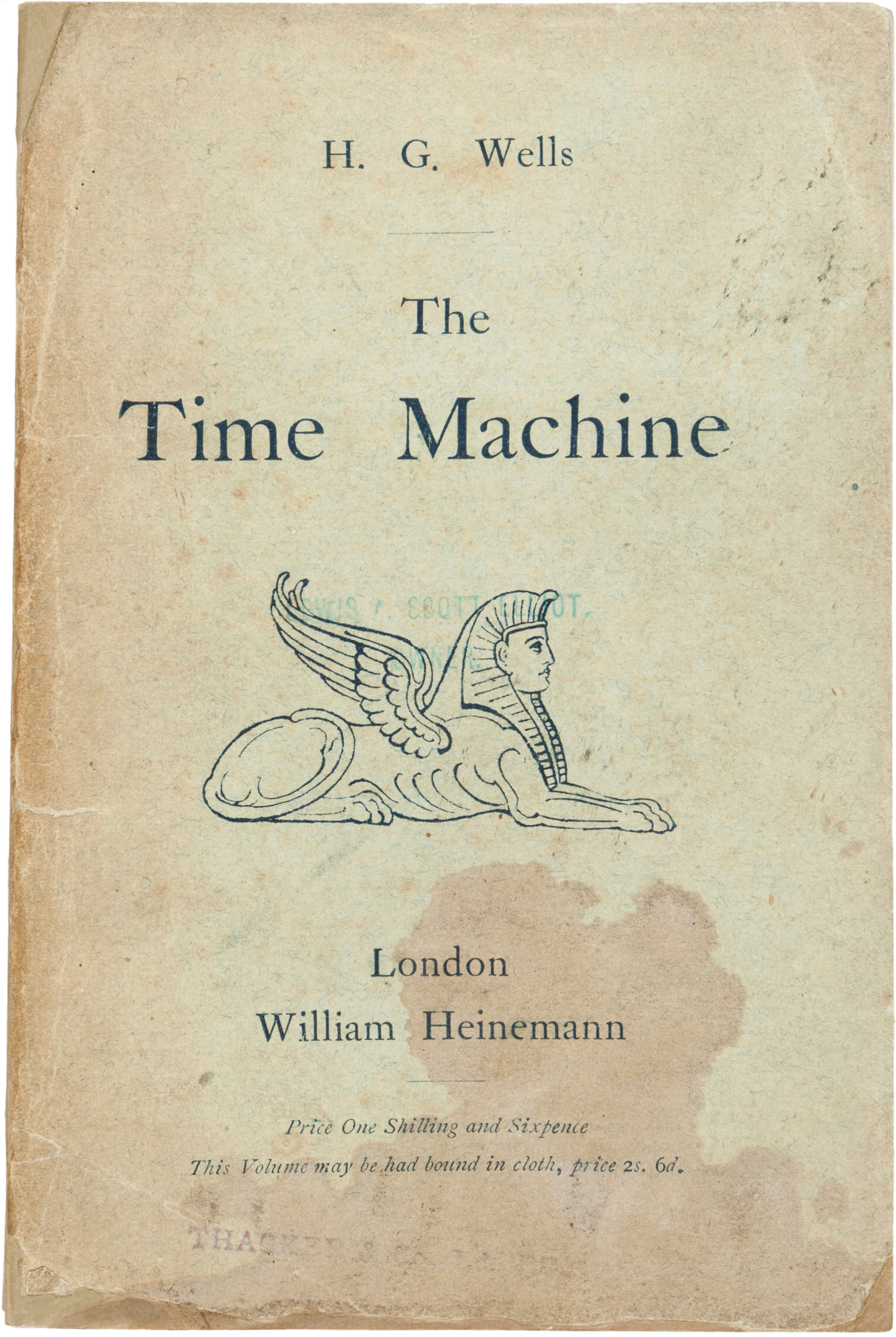
하이네만(출판사)이 출판한 '타임머신'의 첫 페이지

타임머신(time machine) 또는 초시간 여행선(국립국어원 다듬은 말)은 미래나 과거로 시간 여행을 가능하게 할 수 있는 공상(가상)의 기계 장치이다.

## 과학소설의 타임머신
시간 여행의 도구로서 주로 과학 소설 분야에서 무대 설정이나 소도구로 이용된다. 1895년 허버트 조지 웰스가 발간 한 《타임 머신》이라는 소설에서 처음으로 등장했다. 웰즈의 타임 머신은 산업 혁명을 거치면서 여러 가지 이동 수단이 개발된 것을 계기로 공간 이동 기술을 시간 축으로 확장한 것으로, 시간만 이동할 수 있고 공간 이동 기능은 포함되어 있지 않다.
영화에서의 타임머신은 시간을 빨리 감거나 되감는 방식으로 작동하여 시간 여행자가 주위의 풍경이 급속히 변하면서 미래나 과거로 가는 과정을 볼 수 있었으나, 최근에는 자주 쓰이지 않고 주로 4차원 공간 등을 통해 곧바로 이동하는 방식이 쓰인다. 4차원 공간을 이용해 다른 시간에 즉각적으로 접속하는 타임머신은 도착 장소가 물 속일 수도 있는 등 안전한 지상의 장소일 것이라는 보장이 없기 때문에 도착지의 상황을 미리 파악하는 것이 중요해진다.

## 타임머신의 유형

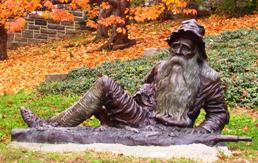
뉴욕 어빙턴의 립 반 윙클 동상

타임머신을 유형 별로 분류해보면 다음과 같이 나누어볼 수 있다.
- 탈 것 : 우주선이나 자동차와 같은 형태의 타임 머신으로 가장 흔히 볼 수 있다. 공간 이동이나 비행 기능을 갖춘 경우도 있다. 웰즈의 타임머신과 영화 《백 투 더 퓨처》의 드로리언 타임머신(DeLorean time machine)이 대표적이다.
- 전송 장치 : 지상에 설치된 대형 전송 장치가 시간 여행자를 특정 시공에 전송하고 돌려받는 형태이다. 미국 드라마 《타임터널》에 나오는 터널형 전송 장치를 예로 들 수 있다.
- 통신 수단 : 시공을 넘어 정보를 전달하는 기능만 갖고 있다. 과학적인 의도로 만든 장치뿐 아니라 우연히 과거나 미래와 접속이 된 기기가 포함된다. 미국 영화 《프리퀀시》나 한국 영화 《동감》, 한국의 드라마 《시그널》의 무전기가 이 부류에 속한다.
- 이 외 유형 : 《닥터후》의 타디스 같이 타임머신과 우주선의 역할을 동시에 하는 경우나,《Steins;Gate》의 전화레인지와 같이 일본 휴대폰메일이나(일본을 제외한 다른나라의 SMS와 MMS대신 사용됨)사람의 기억을 과거로 전송하는 경우도 볼 수 있다.

## 매체에서의 타임머신
아기공룡 둘리: 타임 코스모스

## 같이 보기
- 시간 여행
- 타임 슬립
- 들로리언 타임 머신